# The River War
The River War: An Historical Account of the Reconquest of the Soudan (De Rivieroorlog: Een Historisch Verslag van de Herovering van Soedan) is een boek uit 1899 geschreven door Winston Churchill in de tijd dat hij officier was in het British Army(25 jaar oud). The River War was het tweede boek van Churchill, na The Story of the Malakand Field Force, en bestond oorspronkelijk, bij uitgave in 1899, uit twee delen met meer dan 1000 bladzijden. The River War werd naderhand met een derde ingekort tot één deel in 1902.

## Achtergronden

### Egypte & Soedan
Aan het begin van de 19e eeuw hadden zowel Frankrijk (Napoleon), als het Verenigd Koninkrijk een tevergeefse poging gedaan Egypte onder hun heerschappij te brengen. Ze vielen na elkaar het gebied binnen en vochten daarbij ook tegen elkaar. Uiteindelijk werden beide grootmachten teruggedrongen door Ottomaanse legers en een nieuwe jonge leider, Mohammed Ali, die het Ottomaanse Rijk naar de regio had gestuurd om orde op zaken te stellen. In de decennia die volgden vergrootte Egypte met een gemoderniseerd leger, gefinancierd uit een opbloeiende economie, het grondgebied enorm en heerste in 1860 over de Soedan en een groot deel van rivier de Nijl.
In de 1870er jaren raakte het land in verlammende financiële problemen toen de leningen die waren aangegaan voor de bouw van het Suezkanaal, niet konden worden terugbetaald. De florerende Egyptische katoenproductie en -export, die de schatkist van het land vulden, was ingestort. Grote projecten in de infrastructuur als aanleg van spoorwegen en een kabelnetwerk voor electrische telegrafie, moesten afgebroken.

### Engeland
Er ontstonden diplomatieke en miliaire spanningen in de Soedan, mede ingegeven door het streven van het Verenigd Koninkrijk de heerschappij te krijgen over grote stukken grondgebied die geopolitiek van belang waren, zoals de beschikking over een vrije route naar India. In de woorden van de Engelse diplomatie zou het om tijdelijke bescherming van Egypte gaan, het behoeden van de regio voor chaos. In 1882 had het Verenigd Koninkrijk er ongeveer 50.000 manschappen gelegerd, die in de volgende jaren werden voorzien van technisch innovatieve artillerie en wapens. Flankerende maatregelen waren onder andere een versterkte uitbouw van de spoorlijnen onder leiding van Percy Girouard, en verdere uitrol van kabels voor de telegrafie.
Als gouverneur-generaal werd Evelyn Baring gedetacheerd, zoon van John Barings, oprichter van de Barings Bank die een deel van de Suezleningen aan Egypte had verstrekt.

### Churchill

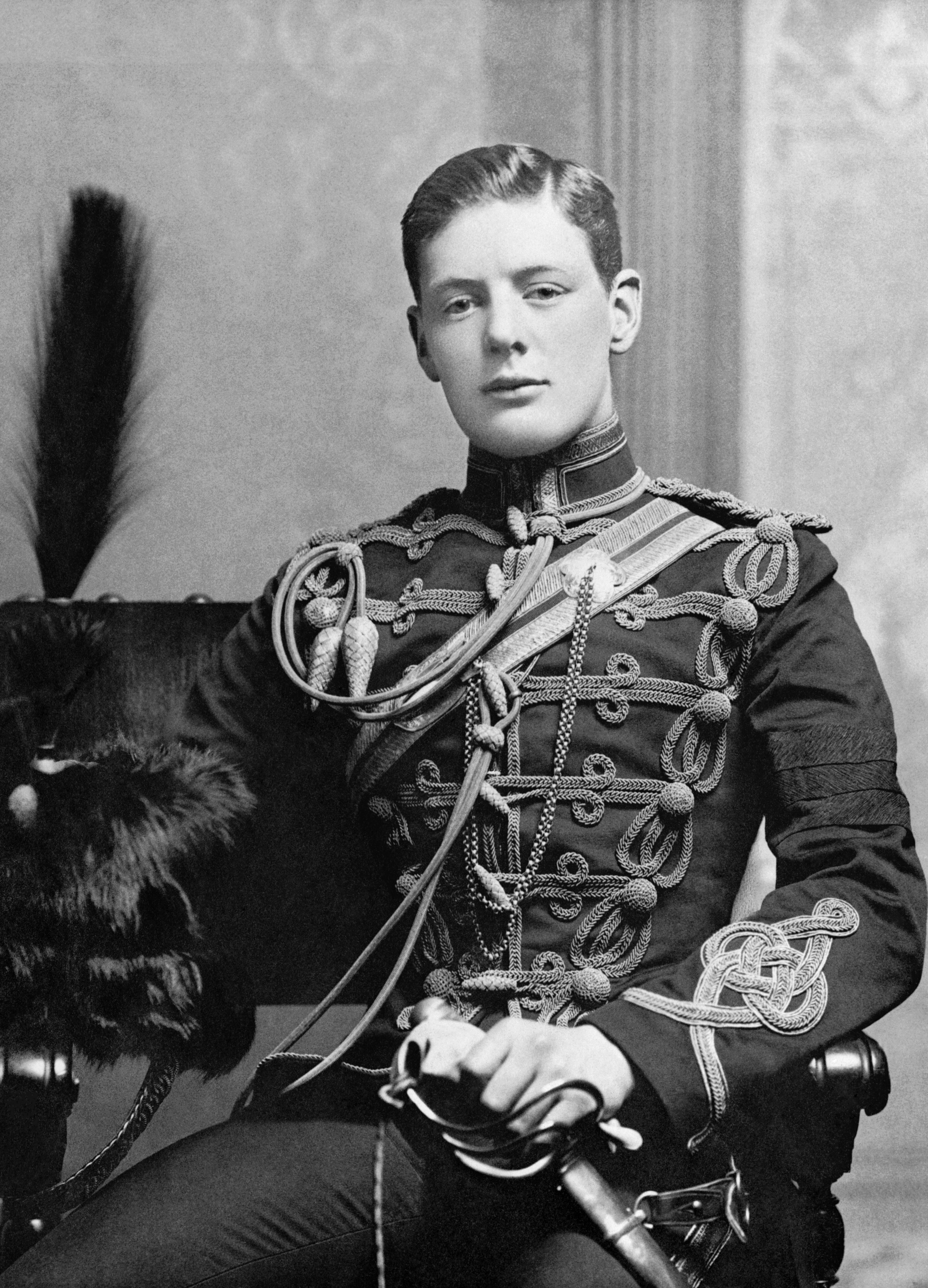
Churchill, 1895, 21 jaar, in het gala-uniform van de Queen's Own Hussars.

Churchill, die gestationeerd was in India, waar niet werd gevochten, was vastbesloten militaire ervaring op te doen, wat zijn politieke carrière zou kunnen bevorderen. Daarnaast zocht hij een nieuw onderwerp om over te schrijven. Een verzoek om overplaatsing naar de Soedan werd afgewezen door de commandant van de Britse strijdkrachten aldaar, generaal Kitchener. Daarop zorgde een vriendin van zijn moeder, Lady Jeune, er via haar netwerk voor dat Churchill in 1898 bij het regiment van de 21st Lancers bij Luxor in Egypte werd geplaatst. Toen hij daarheen reisde had hij een opdracht als oorlogscorrespondent voor dagblad The Morning Post op zak. Hij moest 15 artikelen schrijven voor een bedrag van, omgerekend naar 2023, ruim 2000 Euro per stuk.
Churchill nam als cavalerist deel aan de veldslag van Karari, bij Omdurman, die door het technisch militaire overwicht van de Engelsen in enkele uren werd gewonnen. Daarna kregen de Lancers het bevel zich terug te trekken. Churchill voegde zich daarop nog enige maanden bij zijn regiment in India om in 1899 definitief het leger te verlaten en dit in te ruilen voor de politiek.

## Korte inhoud
Het boek beschrijft de geschiedenis van de Britse koloniale betrokkenheid in Soedan en het conflict tussen de Britse strijdmacht geleid door Horatio Kitchener en de plaatselijke Derwisj-strijdmacht geleid door Khalifa Abdallahi ibn Muhammad, erfgenaam van de zelfuitgeroepen Mahdi, Mohammed Ahmad ibn Abd Allah. Deze laatste ging op een militaire veldtocht om het grondgebied van wat nu Egypte is te veroveren, om de niet-moslims uit het land te verdrijven en plaats te maken voor de tweede komst van de islamitische Mahdi. Uit de bewoordingen van Churchill is af te leiden dat hij (deze) oorlog als een soort sport zag, zoals vermoedelijk meer mensen uit zijn klasse het zagen. Hij schreef:
Dit soort oorlog zat vol fascinerende opwindende gebeurtenissen … niemand verwachtte dat hij zou worden gedood … voor verreweg de meesten van degenen die deelnamen aan de kleine oorlogen van Groot-Brittannië in de dagen van weleer, was dat het sportieve element in een prachtig spel.
In dit boek laat Churchill zich zeer kritisch uit over de islam in het algemeen en het verlammende effect daarvan op moslims, maar hij vindt ook dat in de Britse pers de derwisjen en hun bevelhebbers bewust en overdreven worden afgeschilderd als kwaadaardig.

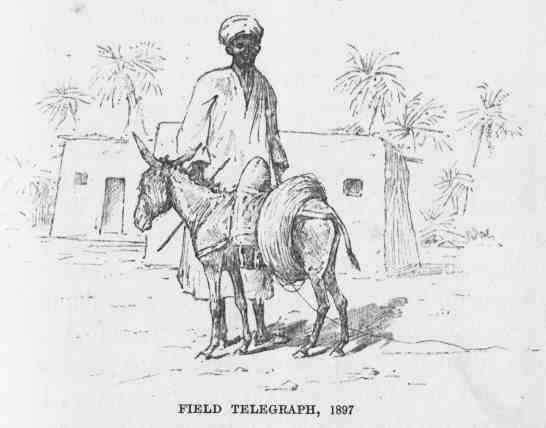
Illustratie: het leggen van de kabel voor de veldtelegraaf

Wat betreft het functioneren van het leger geeft Churchill kritiek op veel van wat hem als fout voorkomt. Hij beschreef de slechte kwaliteit van de schoenen van de soldaten en van de kogels: met de ene soort kon de vijand goed worden geraakt, maar deze meestal slechts verwonden, de andere soort kon de vijand in principe doden, maar deze kon er moeilijk mee worden geraakt. Treinlocomotieven en wagons nodig voor het transport van troepen, ondersteuning, artillerie, wapens, munitie en voorraden waren in Engeland nauwelijks verkrijgbaar.
Zijn aandacht voor het gedrag van generaal Kitchener, die opdracht had gegeven tot ontheiliging van het graf van de Mahdi en zijn hoofd als trofee had rondgedragen, zorgde voor een debat in het Britse parlement. Het hoofd werd teruggegeven op bevel van Evelyn Baring, graaf van Cromer, consul-generaal van Egypte voor Engeland.

## Nasleep
Naar aanleiding van de oorspronkelijke publicatie stelde het Britse leger een richtlijn op waardoor het voor dienstdoende officieren onmogelijk werd tegelijk als oorlogscorrespondent te werken. Churchill was in 1902 gekozen in het Lagerhuis en hij wilde zijn politieke ambities niet frustreren met allerlei kritische passages over nog levende invloedrijke personen, in het bijzonder Kitchener. Latere edities van dit goed verkochte boek zouden nog meer ingekort worden. In 2009 is de oorspronkelijke, volledige editie weer uitgegeven.

## Editie van 1902
Een ebook versie van de editie uit 1902 is te downloaden bij Project Gutenberg, eBook nr.4943 The River War: An Account of the Reconquest of the Sudan by Winston Spencer Churchill